# Стан Смит
Вижте пояснителната страница за други личности с името Стан Смит.
Стенли Роджър „Стан“ Смит (на английски: Stanley Roger „Stan“ Smith) е американски тенисист и треньор. През 1972 г. е обявен за тенисист №1 на годината.

## Биография
Стенли Роджър Смит е роден на 14 декеммври 1946  г. в Пасадина, Калифорния.

## Кариера
Като студент в Университета на Южна Калифорния Стан Смит печели националното колежанско първенство на сингъл през 1968 г. и на двойки през 1967 и 1968 г. 
Стан Смит е четирикратен победител на двойки на Откритото първенство на САЩ с Боб Лутц.
След приключване на състезателната си кариера става треньор по тенис в Американската тенис асоциация (USTA), а впоследствие заедно с Били Стърн създава своя собствена тенис академия в Хилтън Хед Айлънд.
В своята автобиография от 1979 г. Джак Креймър го определя за един от 21 най-добри играчи на всички времена. 
През 1987 г. е включен в Международната тенис зала на славата.

## Кариерна статистика

#### Титли отГолям шлемна сингъл (2)
| година | турнир    | съперник     | резултат                          |
| ------ | --------- | ------------ | --------------------------------- |
| 1971   | ОП САЩ    | Ян Кодеш     | 3 – 6, 6 – 3, 6 – 2, 7 – 6        |
| 1972   | Уимбълдън | Илие Настасе | 4 – 6, 6 – 3, 6 – 3, 4 – 6, 7 – 5 |

#### Финали на турнири от Голям шлем на сингъл (1)
| година | турнир    | съперник    | резултат                          |
| ------ | --------- | ----------- | --------------------------------- |
| 1971   | Уимбълдън | Джон Нюкъмб | 3 – 6, 7 – 5, 6 – 2, 4 – 6, 4 – 6 |

#### Титли отГолям шлемна двойки (5)
| година | турнир       | партньор    | съперник                     | резултат                          |
| ------ | ------------ | ----------- | ---------------------------- | --------------------------------- |
| 1968   | ОП САЩ       | Робърт Лутц | Артър Аш Андрес Химено       | 11 – 9, 6 – 1, 7 – 5              |
| 1970   | ОП Австралия | Робърт Лутц | Джон Аликзандър Фил Дент     | 8 – 6, 6 – 3, 6 – 4               |
| 1974   | ОП САЩ       | Робърт Лутц | Патрисио Корнехо Хайме Филол | 6 – 3, 6 – 3                      |
| 1978   | ОП САЩ       | Робърт Лутц | Марти Райсен Шърууд Стюарт   | 1 – 6, 7 – 5, 6 – 3               |
| 1980   | ОП САЩ       | Робърт Лутц | Питър Флеминг Джон Макенроу  | 7 – 6, 3 – 6, 6 – 1, 3 – 6, 6 – 3 |

#### Финали отГолям шлемна двойки (8)
| година | турнир      | партньор       | съперник                     | резултат                          |
| ------ | ----------- | -------------- | ---------------------------- | --------------------------------- |
| 1971   | Ролан Гарос | Робърт Лутц    | Артър Аш Марти Райсен        | 3 – 6, 3 – 6, 3 – 6               |
| 1971   | ОП САЩ      | Ерик ван Дилън | Джон Нюкъмб Роджър Тейлър    | 7 – 6, 3 – 6, 6 – 7, 6 – 4, 6 – 7 |
| 1972   | Уимбълдън   | Ерик ван Дилън | Боб Хюит Фрю Макмилън        | 2 – 6, 2 – 6, 7 – 9               |
| 1974   | Ролан Гарос | Робърт Лутц    | Дик Криъли Они Парън         | 3 – 6, 2 – 6, 6 – 3, 7 – 5, 1 – 6 |
| 1974   | Уимбълдън   | Робърт Лутц    | Джон Нюкъмб Тони Рош         | 6 – 8, 4 – 6, 4 – 6               |
| 1979   | ОП САЩ      | Робърт Лутц    | Питър Флеминг Джон Макенроу  | 2 – 6, 4 – 6                      |
| 1980   | Уимбълдън   | Робърт Лутц    | Питър Макнамара Пол Макнейми | 6 – 7, 3 – 6, 7 – 6, 4 – 6        |
| 1981   | Уимбълдън   | Робърт Лутц    | Питър Флеминг Джон Макенроу  | 4 – 6, 4 – 6, 4 – 6               |